# Shiryōkaku
Shiryōkaku (四稜郭?) (literally, "four-point fort") es un fuerte situado en la ciudad de Hakodate, en el sur de la isla de Hokkaidō, Japón. Fue construido en abril de 1869 durante la Batalla de Hakodate, tres kilómetros al noreste del Castillo Goryōkaku por doscientos soldados del shogunato Tokugawa y cien habitantes locales, bajo mando de Ootori Keisuke. Shiryōkaku cuenta con cuatro baluartes, y es conocido por su forma de "mariposa", en lugar de la habitual forma de "estrella" que tienen este tipo de fuertes.
El fuerte tiene una superficie de 21.500 m2, extendiéndose aproximadamente cien metros de este a oeste y setenta metros de norte a sur; las fortificaciones alcanzan una altura de 3 metros con una anchura de 5,4 metros; están rodeadas por un foso seco de 0,9 metros de profundidad y 2,7 de anchura; la entrada se encuentra al suroeste.
Shiryōkaku cayó ante las fuerzas gubernamentales en pocas horas el 11 de mayo de 1869.
En 1934 la zona fue designada Sitio Histórico. Se realizaron reparaciones entre 1970 y 1972 y nuevamente en 1990.